# Kis légycincér
A kis légycincér (Molorchus minor) a cincérfélék családjába tartozó, Eurázsiában honos, fenyőkön élő bogárfaj. 

## Megjelenése
A kis légycincér testhossza 6-16 mm. Testalkata karcsú, megnyúlt. Az előtor oldalai ívesek, a hátsó perem előtt kissé befűzöttek; a szárnyfedők csökevényesek, kb. a kétötödéig fedik a potrohot; alóluk kilátszanak a hártyás repülőszárnyak. Combjai vége erősen megvastagodott. Alapszíne fekete, a lábak és a szárnyfedők barnák vagy vörösesbarnák, a combok vége többnyire sötétebb, a szárnyfedőket 1-1 rézsútos fehéressárga csík díszíti. Az előtor hátulsó szegélyét és oldalát elöl, valamint a pajzsocskát és a mellet, továbbá a potrohszelvények végét és oldalait ezüstös szőrök borítják. A pofák a szemek előtt szélesek, jól fejlettek, mert a szemek kisebbek, a rágók tövétől távolabb erednek. A hímek csápja 12 ízű, a 3. íz sokkal hosszabb, mint az első és olyan hosszú, mint az ötödik.

## Elterjedése és életmódja
Eurázsiában honos, a Brit-szigetektől a Távol-Keletig. Magyarországon a hegyvidékeken elterjedt, nem ritka faj.  
Lárvája különféle fenyők (inkább luc, de erdeifenyő, jegenyefenyő, vörösfenyő is) elhalt ágainak vagy vékonyabb (3-13 cm vastag) törzseinek kérge alatt él. Fejlődése 1-2 évig tart, majd nyár végén, ősz elején 1-4 cm mélyen horog alakú bábkamrát készít és bebábozódik. A kikelő imágó a kamrában áttelel, majd májustól augusztusig rajzik. Nappal aktív, virágzó fákon, cserjéken, ernyősökön, valamint kidőlt, kiszáradt fenyőkön tartózkodik. 

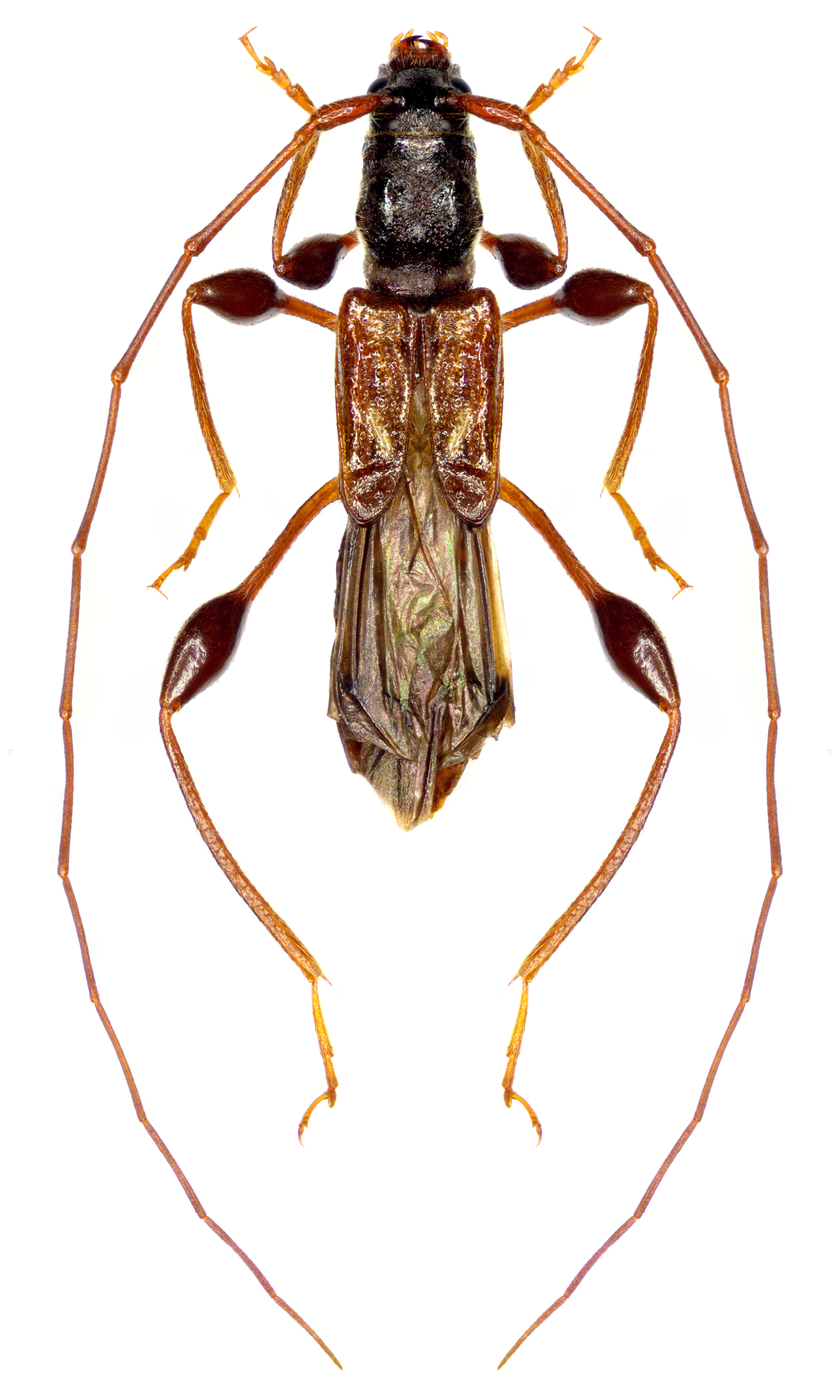
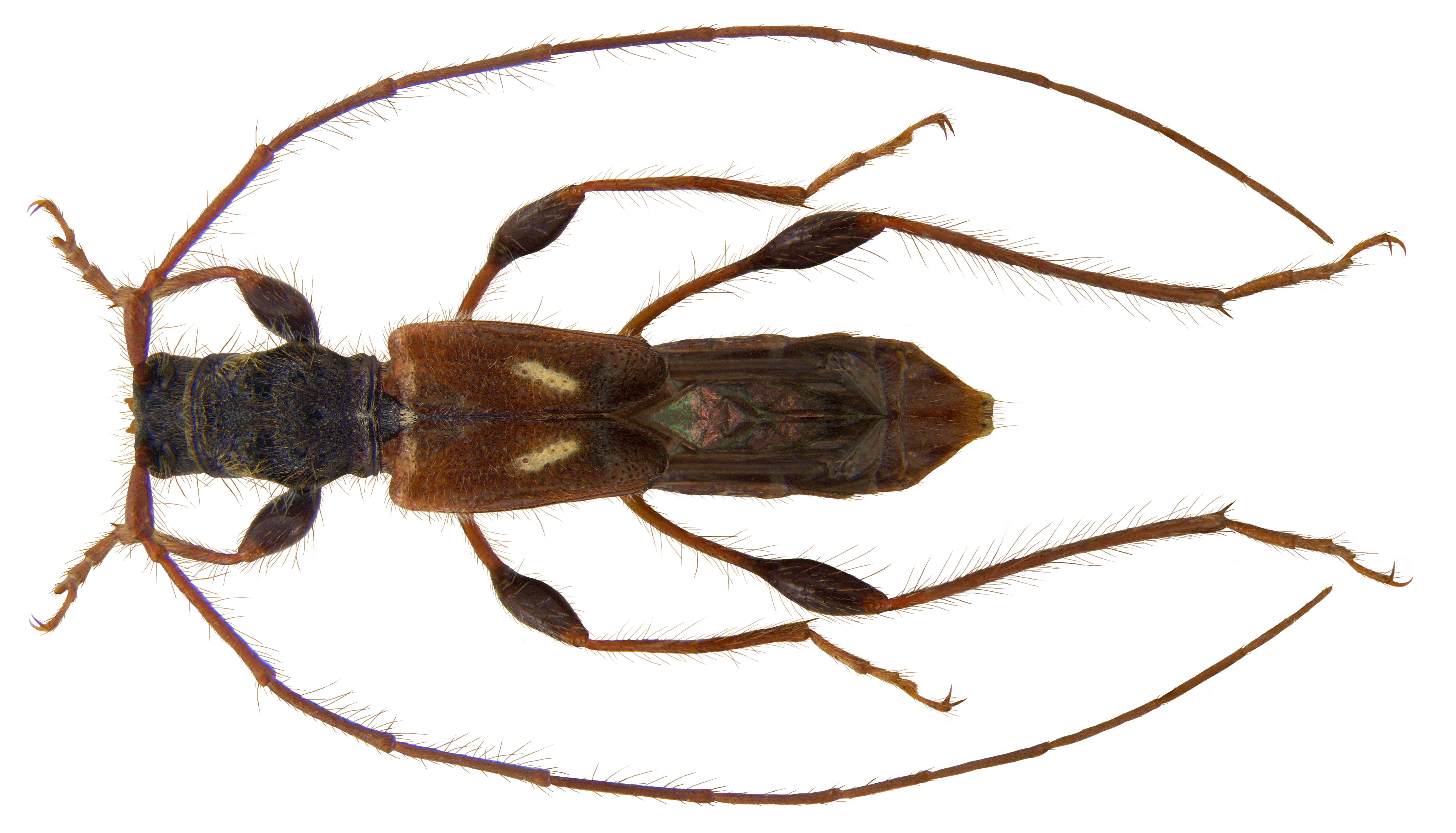
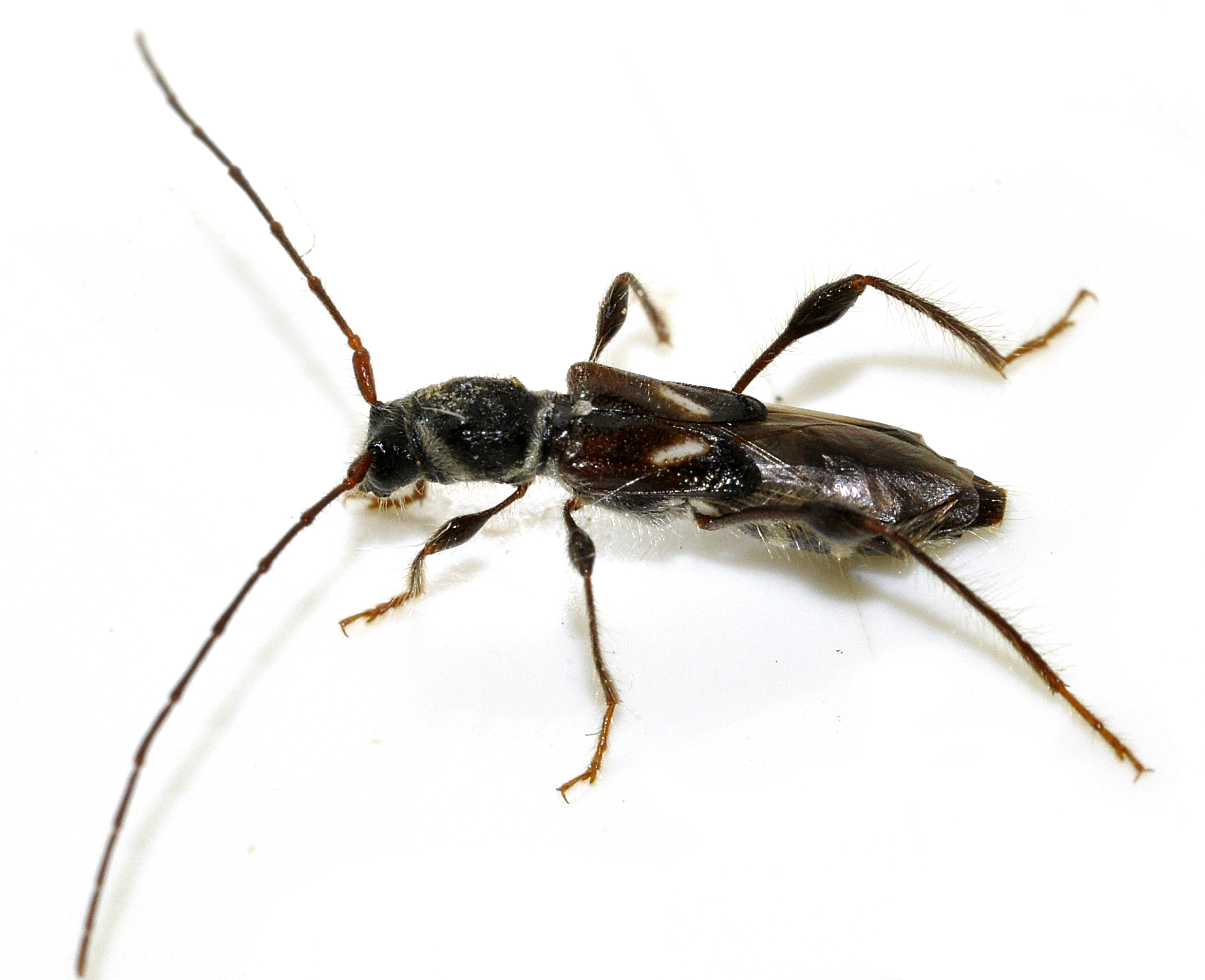
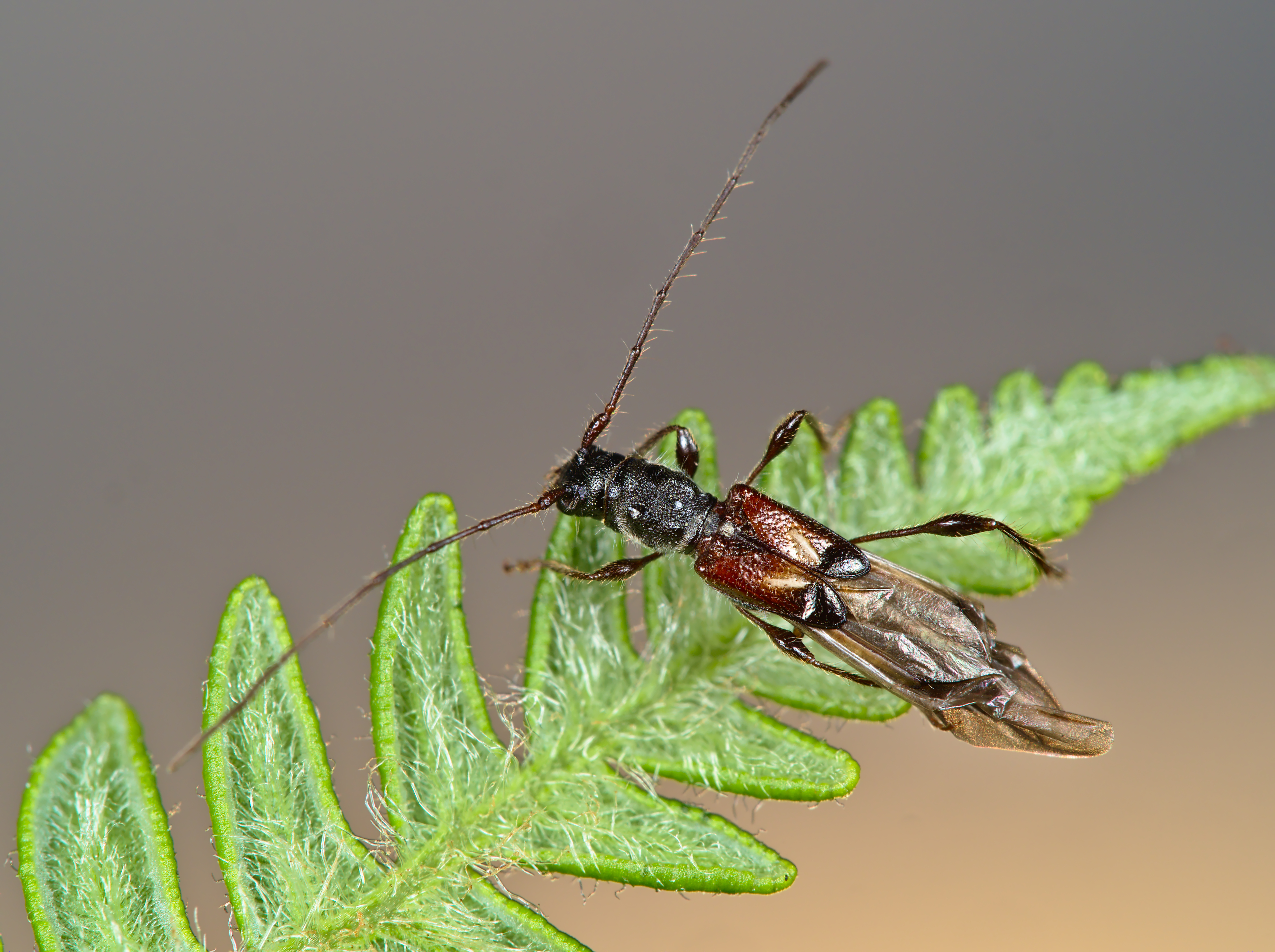
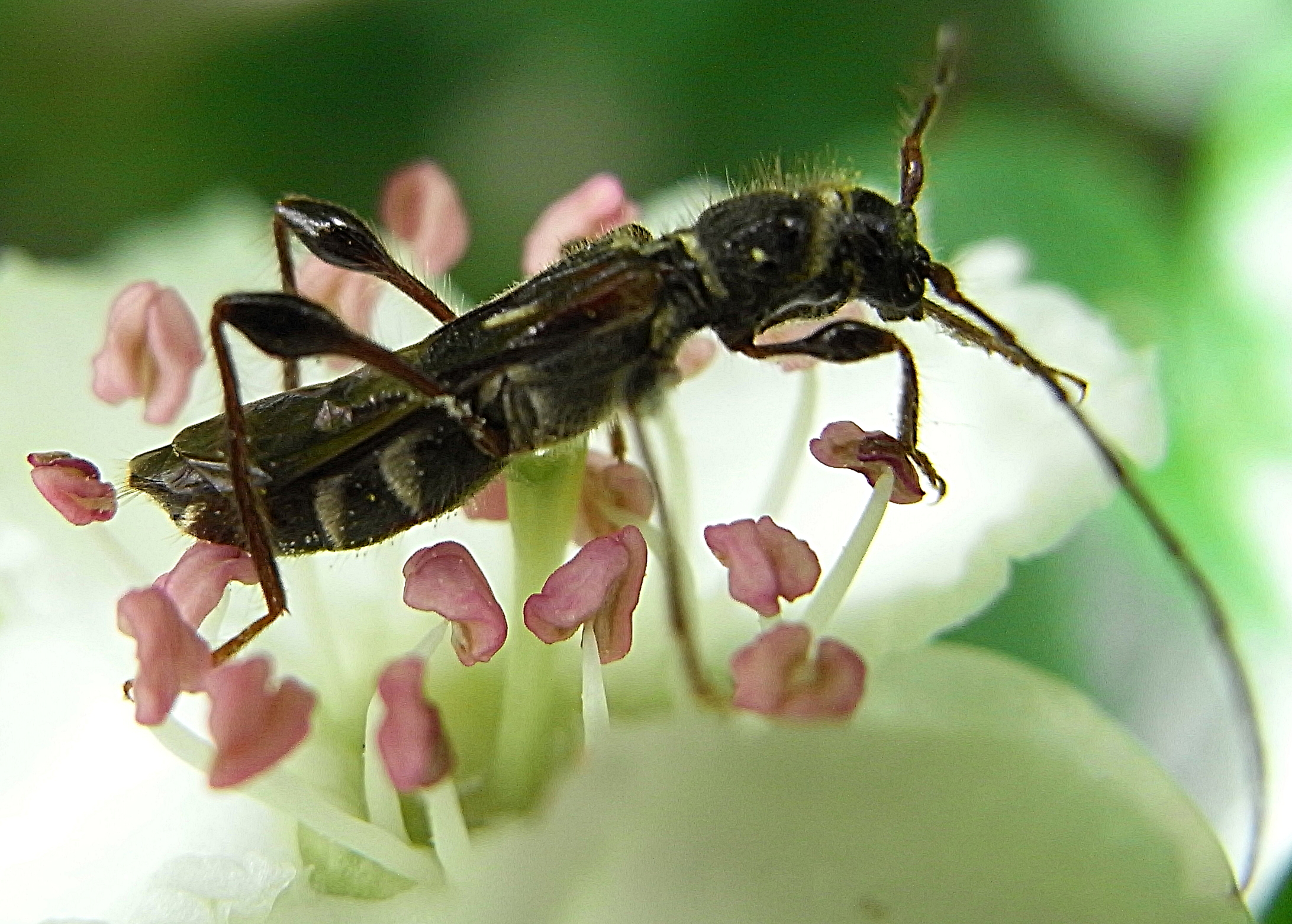

Magyarországon nem védett.